# Осадчий, Пётр Семёнович
Пётр Семёнович Оса́дчий (22 февраля [6 марта] 1866, село Шубовка, Киевская губерния — 21 мая 1943) — русский государственный деятель, организатор телефонной, телеграфной и радиосвязи в России, преподаватель. Профессор, ректор ЛЭТИ.

## Образование
- 1885 — окончил дополнительный класс химико-технического отделения Белоцерковского реального училища
- 1889 — Санкт-Петербургское техническое училище Почтово-телеграфного ведомства

## Биография
- 1889—1893 — младший механик Санкт-Петербургского почтово-телеграфного округа
- 1893—1915 — сотрудник, помощник начальника Главного управления почт и телеграфов Министерства внутренних дел
- 1896—1914 — преподавал технику слабых токов в Высшей электротехнической школе для подготовки военных специалистов
- 1898 — ординарный профессор и заведующий кафедрой электрических телеграфов

В 1906 году при учреждении премии имени А. С. Попова включён в комиссию по присуждению премии наряду с такими видными учёными как П. Д. Войнаровский (председатель), М. А. Шателен, Н. Г. Егоров, А. А. Реммерт, Н. А. Смирнов, А. А. Петровский, А. А. Кракау и другими.
- 1919—1929 — Председатель Центрального электротехнического совета
- 1918—1924 — ректор Ленинградского электротехнического института
- 1921—1929 — первый заместитель Председателя Государственной комиссии по электрификации России (ГОЭЛРО) (позже — Госплана СССР) (координировал развитие энергетики)
- 1927 — Председатель экспертной комиссии при Комитете по сооружению Волго-Донского канала
- 1928 — Председатель технического совета Днепростроя
- 1929 — Член ВЦИК

## Общественная жизнь
- Член Совета по разработке плана ГОЭЛРО
- 1894 — Член Русского технического общества
- 1916—1921 — Председатель электротехнического отделения Русского технического общества

/ Участник электротехнических съездов. Автор ряда фундаментальных работ в области теории и организации электросвязи и радиосвязи.

## Аресты
- В ноябре 1918 года, в сентябре 1919 (по делу партии кадетов, освобождён 24 сентября 1919)
- В 1921 году во время Кронштадтского мятежа арестован как «неблагонадежный». 1 апреля 1921 года, после обращения В. И. Ленина в Петроградскую губернскую ЧК от 17 марта 1921 года — «не арестовывать без моего ведома Петра Семёновича Осадчего»[3], дело на него было прекращено.
- Арестован в ходе процесса по делу Промпартии прямо в зале суда. Впервые дал показания 2 декабря[4]. 17 ноября 1930 года А. М. Горький в письме просил Сталина «прислать мне показания подлеца Осадчего» (Горький был знаком с Осадчим по совместной работе в ПетроКУБУ и журнале «Наши достижения»), на что Сталин 14 декабря 1930 года ответил: «Показаний Осадчего не посылаю, так как он их повторил на суде, и Вы можете познакомиться с ними по нашим газетам»[5]. 18 марта 1931 года по постановлению коллегии ОГПУ по делу Промпартии («Отраслевой контрреволюционной организации в Госплане СССР») приговорен к расстрелу с заменой приговора заключением в исправительно-трудовом лагере на 10 лет.

Освобождён досрочно в 1935 году. В 1989 году посмертно реабилитирован.

## Семья
- Жена: Любовь Платоновна Осадчая (урождённая Реформатская; 1869? — 9 мая 1919)[6].